# تراماگوس (کنتیکت)
تراماگوس (به انگلیسی: Terramuggus) یک منطقهٔ مسکونی در ایالات متحده آمریکا است که در کنتیکت واقع شده است. تراماگوس ۳٫۳۱ کیلومتر مربع مساحت و ۱٬۰۲۵ نفر جمعیت دارد و ۱۴۱٫۱۲ متر بالاتر از سطح دریا واقع شده است.